# أحمد شاكر محمد علي
أحمد شاكر محمد علي (9 يناير 1989 في ماليزيا - ) هو لاعب كرة قدم ماليزي في مركز الهجوم. شارك مع منتخب ماليزيا تحت 23 سنة لكرة القدم ومنتخب ماليزيا لكرة القدم. أما مع النوادي، فقد لعب مع نادي كلنتن ونادي كيدا دارول أمان ونيجري سمبيلان ‏ وهاريماو مودا أ وهاريماو مودا ب.

## وصلات خارجية
- أحمد شاكر محمد علي على موقع ناشيونال فوتبول تيمز (الإنجليزية)